# Gomphomastax gussakovskii
Gomphomastax gussakovskii är en insektsart som beskrevs av Leo L. Mishchenko 1949. Gomphomastax gussakovskii ingår i släktet Gomphomastax och familjen Eumastacidae. Inga underarter finns listade i Catalogue of Life.